# Edward Bausch
Edward Bausch (Rochester, Nova Iorque, 26 de setembro de 1854 – 30 de julho de 1941) foi um engenheiro mecânico e empresário estadunidense, presidente da Bausch & Lomb de 1926 a 1935. Recebeu a Medalha ASME de 1936.
Filho de John Jacob Bausch e Barbara (Zimmermann) Bausch. Graduado em engenharia pela Universidade Cornell em 1874. Passou sua longa carreira na empresa de suprimentos ópticos Bausch & Lomb, onde foi presidente de 1926 a 1935. Uma de suas primeiras realizações no final do século XIX foi o desenvolvimento e produção do primeiro microscópio comercial da empresa.

## Publicações selecionadas
- Edward Bausch. Manipulation of the microscope. Rochester, N.Y. : Bausch & Lomb optical company, 1891.